# Sadao Watanabe
Sadao Watanabe (* 1. února 1933, Ucunomija) je japonský saxofonista a flétnista. V roce 1962 odjel z Japonska a usadil se v Bostonu, kde zahájil studium na Berklee College of Music. Svou profesionální kariéru však zahájil ještě v Japonsku v roce 1953. Své první album jako leader nazvané Sadao Watanabe vydal v roce 1961 a později vydal mnoho dalších alb. Během své kariéry spolupracoval s mnoha hudebníky, mezi které patří například Charlie Mariano, Miroslav Vitouš, Jack DeJohnette, Ron Carter a Chico Hamilton.